# Sinclair User
 (décembre 2018).
Si vous disposez d'ouvrages ou d'articles de référence ou si vous connaissez des sites web de qualité traitant du thème abordé ici, merci de compléter l'article en donnant les références utiles à sa vérifiabilité et en les liant à la section « Notes et références ».
Sinclair User était un magazine britannique d'informatique et de jeu vidéo consacré au ZX Spectrum. Lancé en avril 1982, Sinclair User arrête sa diffusion en avril 1993 (dernier numéro : no 134,).